# MotorStorm: Arctic Edge
MotorStorm: Arctic Edge est un jeu vidéo de course développé par Bigbig Studios et édité par Sony Computer Entertainment, sorti en 2009 sur les consoles PlayStation Portable et PlayStation 2.
Il est le troisième de la série MotorStorm, précédé par MotorStorm (2006) et MotorStorm: Pacific Rift (2008), sortis sur PlayStation 3.

## Système de jeu
MotorStorm: Arctic Edge met en scène comme ses prédécesseurs des courses brutales et dangereuses sur du tout-terrain. Cette fois-ci 
l'environnement du jeu est l'Arctique. Pour la version PlayStation 2, le gameplay est pratiquement le même que sur PlayStation 3 avec sa simplicité, de même la version PSP offre une  agréable surprise avec une simplicité, un temps de réponse et du dynamisme qui équivaut largement avec la version originale. Ce jeu met en scène des courses se passant sur neige et sur glace et tout comme les anciens, comprenant 6 types de véhicules traditionnels: moto, quad, buggy, voiture de rallye, 4x4 et semi-remorque, ainsi que deux nouvelles classes qui font leur apparition inédite sur cette édition: moto des neiges et chasse neige. Ce jeu permet, comme les deux premiers, pendant la course de prendre plusieurs chemins pour atteindre l'arrivée, chaque chemin étant favorable pour un type de véhicule.

## Musique
Si la grande majorité des titres est marquée par de nouveau artistes et groupe, on retrouve avec joie l'ancienne les célèbres: Pendulum et Queens of the Stone Age pour une troisième édition, ainsi que The Hives et Qemists qui nous revient tout droit de l'édition Pacific Rift.
La bande son est composée de :
- The Prodigy - "Omen"
- Bullet for My Valentine - "Disappear"
- Pendulum - "Propane Nightmares (Celldweller Remix)"
- Blood Red Shoes - "I Wish I Was Someone Better"
- Fake Blood - "Blood Splashing (Fake Blood Theme)"
- Mink - "Get It Right"
- Motörhead - "Runaround Man"
- Overseer - "Hammerhead"
- The Bronx - "Digital Leash"
- The Hives - "Tick Tick Boom"
- The Chemical Brothers - "Hey Boy Hey Girl (Soulwax Remix)"
- Evil Nine - "Twist The Knife feat. Emily Breeze"
- Queens of the Stone Age - "Go With The Flow"
- The Body Snatchers - "Club Beat Internationale (Arctic Edge Edit)"
- BodyRockers - "Round And Round (Switch Remix)"
- The Exploders - "Straight Ahead"
- Does It Offend You, Yeah? "We Are Rockstars (Kissy Sell Out Remix)"
- The Qemists - "Lost Weekend"
- Sub Focus - "Timewarp"
- Radiohead - "Electioneering"